# Diễn Thái
Diễn Thái là một xã thuộc huyện Diễn Châu, tỉnh Nghệ An, Việt Nam.
Xã có diện tích 6,37 km², dân số năm 1999 là 6.865 người, mật độ dân số đạt 1.078 người/km².